# مایکی دوژه
مایکی دوژه (به لاتین: Majki Duże) یک روستا در لهستان است که در گمینا زاویز واقع شده‌است.